# 折爪サービスエリア
折爪サービスエリア（おりつめサービスエリア）は、岩手県九戸郡軽米町にある八戸自動車道のサービスエリア。八戸自動車道唯一のSAであるが、ガソリンスタンドやレストランは設置されていない。

## 歴史
- 1986年（昭和61年）11月27日 : 一戸IC - 八戸IC開通に伴い、供用開始。
- 2016年（平成28年）7月27日 : 施設がリニューアルされた。

## 道路
- E4A 八戸自動車道

## 施設
2016年7月27日のリニューアル時に八戸自動車道唯一の売店・ミニストップが営業を開始した。

### 上り線（安代方面）
- 駐車場
  - 大型：23台
  - 小型：36台
- トイレ
  - 男性：大4（和式0・洋式4）、小7
  - 女性：10（和式0・洋式10）
    - 同伴の男児用：1

  - 車椅子用：1
- 給電スタンド（24時間）
- コンビニエンスストア（ミニストップ・24時間）
  - コンビニATM（イオン銀行）
- 郵便ポスト
- ハイウェイ情報ターミナル

### 下り線（八戸方面）
- 駐車場
  - 大型：18台
  - 小型：58台
- トイレ
  - 男性：大4（和式0・洋式4）、小7
  - 女性：10（和式0・洋式10）
    - 同伴の男児用：1

  - 車椅子用：1
- 給電スタンド（24時間）
- コンビニエンスストア（ミニストップ・24時間）
  - コンビニATM（イオン銀行）
- 郵便ポスト
- ハイウェイ情報ターミナル

## 隣
E4A 八戸自動車道
(2) 一戸IC - (3) 九戸IC - 折爪SA - (4) 軽米IC - (5) 南郷IC